# ザ・ガン
ザ・ガン (The Ghan) は、オーストラリアのアデレードからアリススプリングスを経由しダーウィンを結ぶ長距離旅客列車で、オーストラリア大陸の縦断列車である。ジャーニービヨンドレールによって運行され、アリススプリングスでの4時間の停車を含めて2,979キロメートルの距離を54時間かけて走る。

## 名称
列車の名称は、ニックネーム「ザ・アフガン・エクスプレス (The Afghan Express)」を省略したものである。由来は2つの説があり、1923年に乗員の1人であったアフガニスタン人から命名された説と、19世紀後半に、ラクダをオーストラリアに持ち込み、内陸部の探検を手助けしたアフガニスタン人から来ているという説である。

## 運行
2012年3月31日まで有効の時刻表において、アデレード発は日曜日と水曜日、ダーウィン発は月曜日と土曜日の往復週2本である。到着は翌々日。
基本的に乗車ごとの打ち切り計算であるが、アデレードでインディアンパシフィックやジ・オーバーランドに乗り換える場合の運賃が別に設定されている。大人・子供・学生・バックパッカー運賃の設定がある。

## 歴史
鉄道建設の構想は植民地時代には存在しており、1878年にポートオーガスタで開始された難工事が13年間続いたものの、資金難のため頓挫する。1911年に連邦政府がプロジェクトを引き継ぎ、1929年にアリススプリングスまで線路を延ばすも、さらに北方1,420キロ彼方にあるダーウィンまでの線路を完成させる計画は棚上げとなった。

### 初期

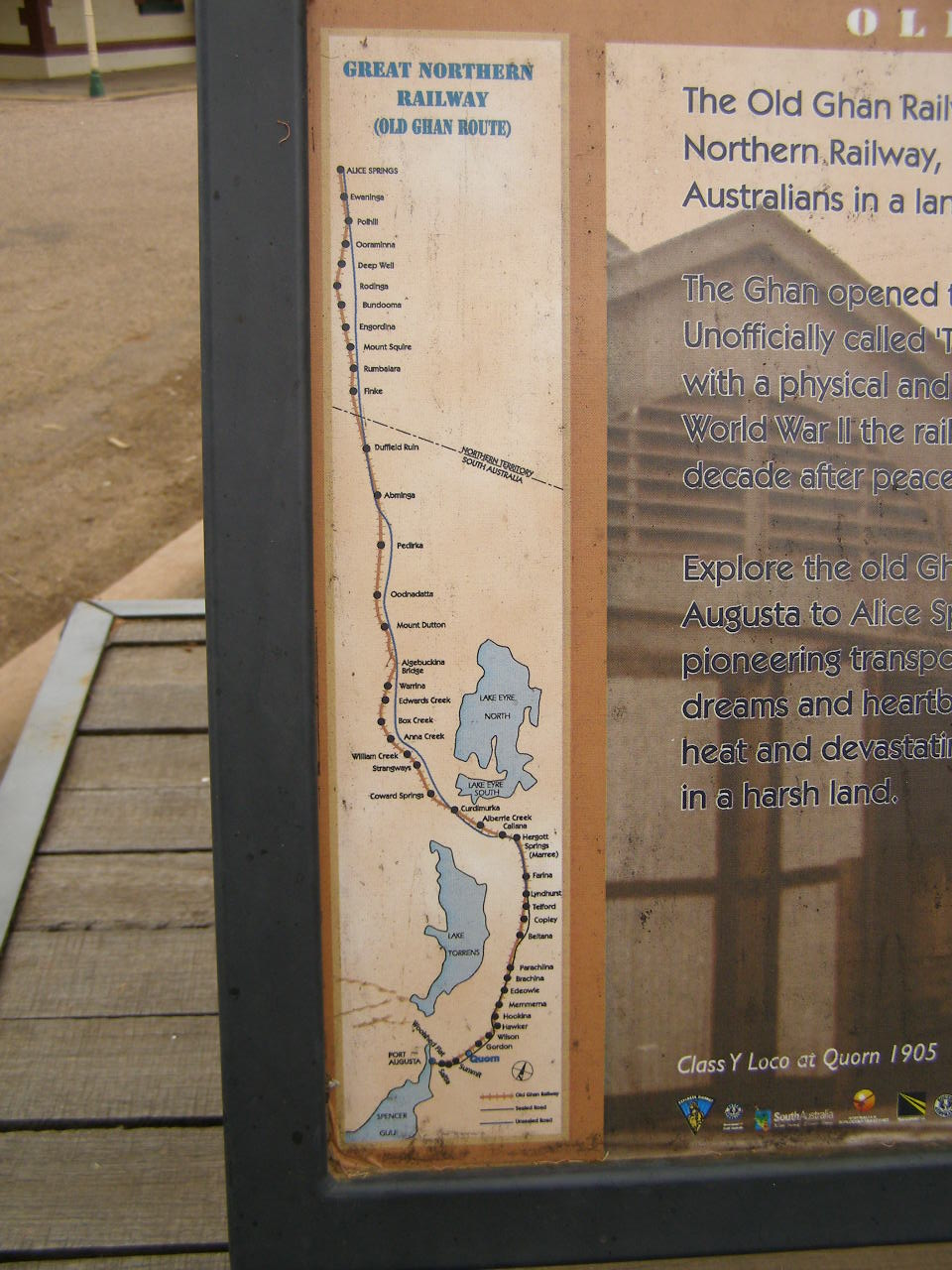
ザ・ガンの旧ルート

サウスオーストラリア州知事のウィリアム・ジャーヴォイスがポートオーガスタで着手したのと同時に、1878年、その後オーガスタへの政府ゴム鉄道として知られることとなる鉄道の建設が始まった。3 ft 6 in (1,067 mm)の線路は、1880年6月にホーカー、1881年7月にベルターナ、1884年1月にマーリー、そして、1891年1月にウードナダッタへ到着した。アリススプリングスへの開発は、1926年まで始まらず、この区間は1929年に完成した。それまで、列車による旅行の最終行程は、依然としてラクダにより行われていた。
ダーウィンまでの路線の延長は、初めから計画されていたが、このときまでにアリススプリングスへの接続が完成し、ザ・ガンは赤字となっており、ダーウィンへの延長計画は不定とされた。もともとのザ・ガンは、電線と同じルートで続いており、1862年にジョン・マクドゥオール・スチュアートがオーストラリアを横断する間に、彼が考えたルートである。
第二次世界大戦中、SLによる列車運行本数が大幅に増加し、限られた水の供給源への負荷が増すことになった。その結果、井戸水を使用できるようにするため鉱物分除去タワーが線路に沿って建設され、現在でもいくつか残っている。1970年代に新しい路線が建設されたときには、機関車がDLになっていたために水の必要はなく、これによりタークーラからアリススプリングスまでの区間を水のない経路に路線変更できることになった。

### 新しい線路
オリジナルのザ・ガンは、1980年に最後に走行し、現在は、古い狭軌区間や側線の改修を行っているザ・ガン保存協会の手で保存されている。1980年10月まで、南オーストラリア州タークーラからアリススプリングス（トランス・オーストラリア鉄道の側線）にかけての新しい標準軌は開通せず、この日から列車は今日と同じ軌間となっている。新しい線路は、雨によって流されるのを防ぐため、旧線路のおよそ160km西を走っている。新しい線路によって、列車がより時間通りに運行されることが望まれた。
現代のザ・ガンは、チャンネル5の最新のエピソード「Extreme Railways」で登場した。

### ダーウィンへの延長
アリススプリングス - ダーウィン間の建設は、スノーウィー山脈計画（1949年-1974年）以来50年で最も大きく、オーストラリアで2番目に大きい土木プロジェクトであると位置づけられた。路線建設は、2001年7月に始まり、126年の計画・停滞の末、13億オーストラリア・ドルの予算をかけ、最初の旅客列車が2004年2月4日にダーウィンに到着した。
ザ・ガンのダーウィン到達は、州内のアボリジニコミュニティへのアクセスをより便利、簡単になり、ノーザンテリトリーの観光の新時代を築いた。この列車により、この地域を通っての輸送が可能になり、ダーウィンはアジアとの貿易関係で結ばれる見込みである。

## 車内設備

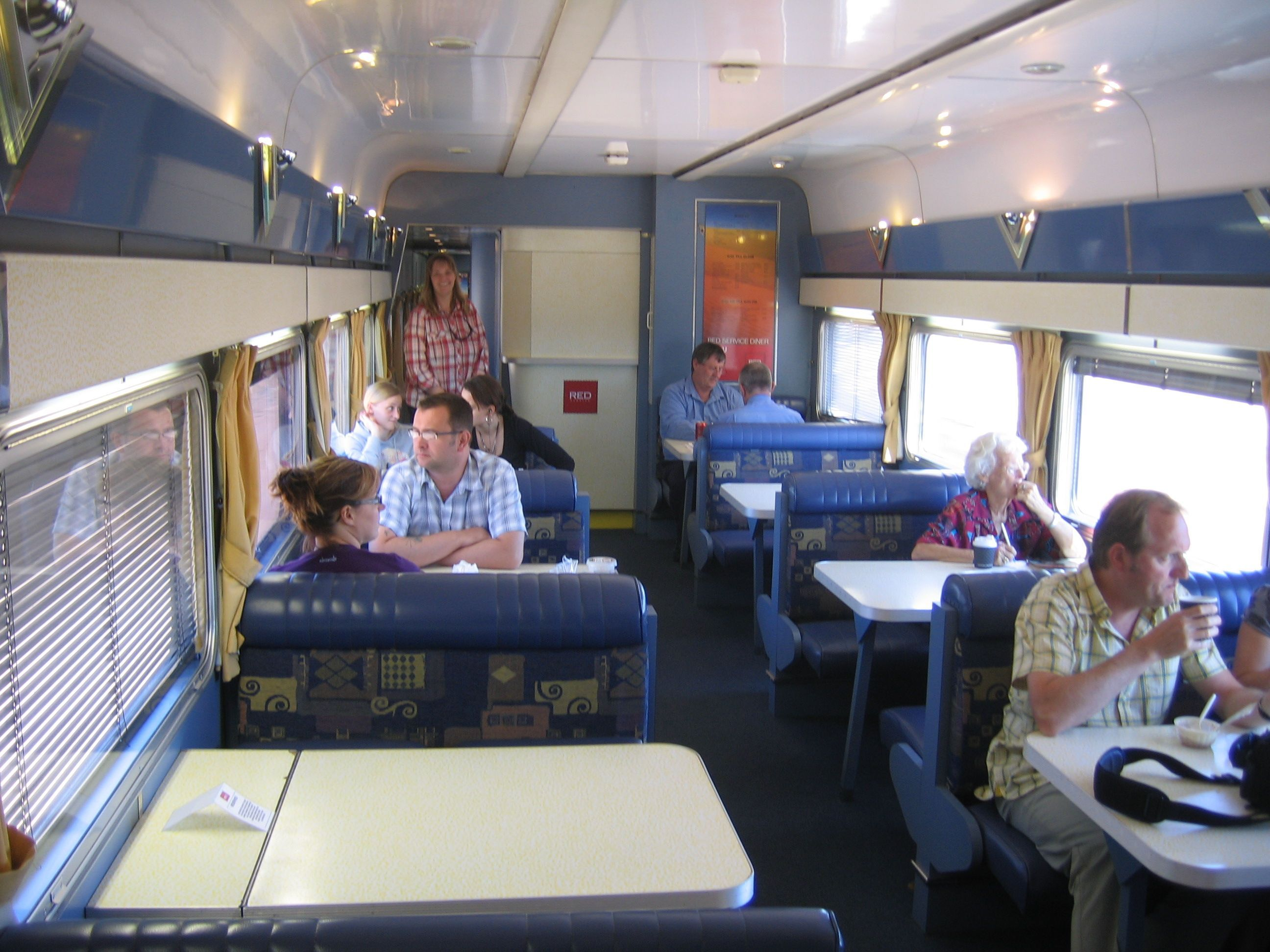
セカンドクラス食堂車

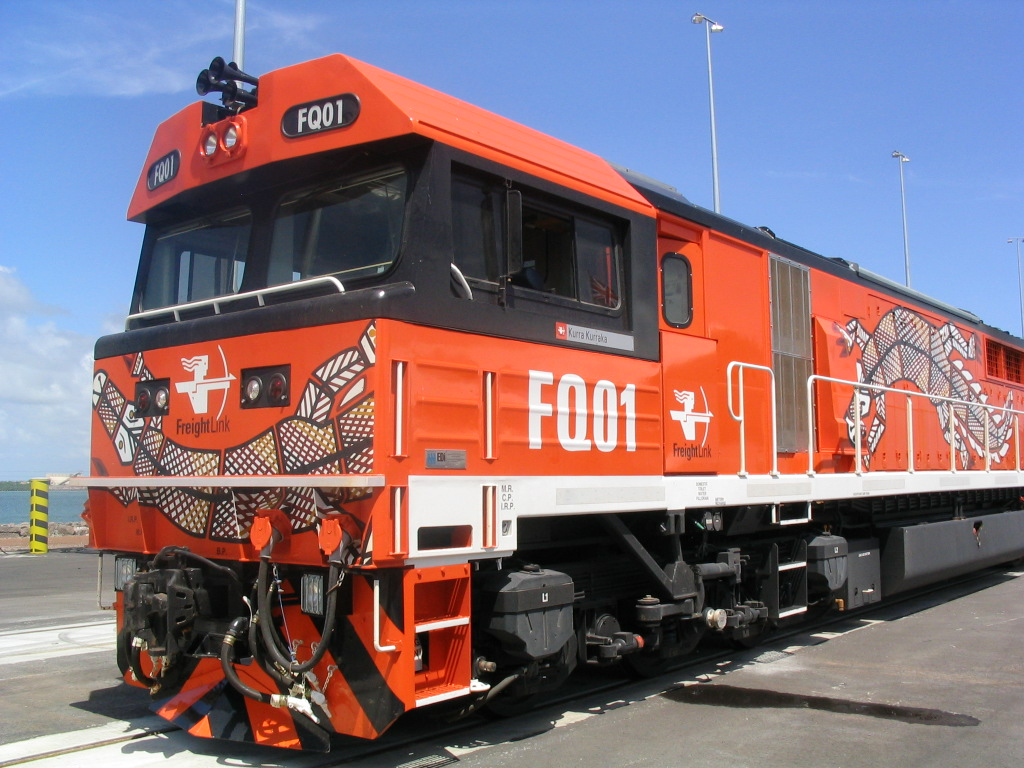

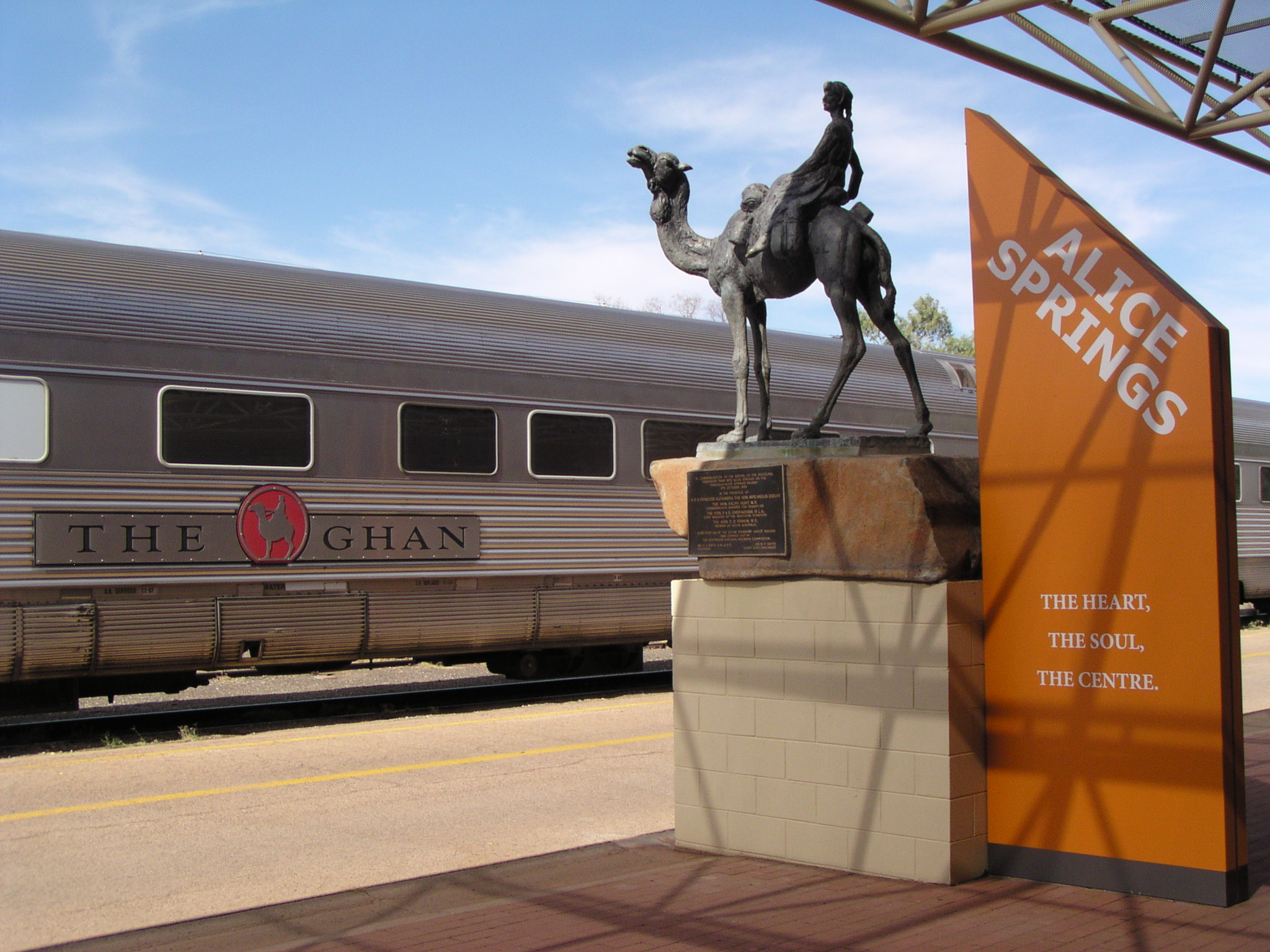
アリススプリングス駅でのザ・ガン（2007年3月12日）

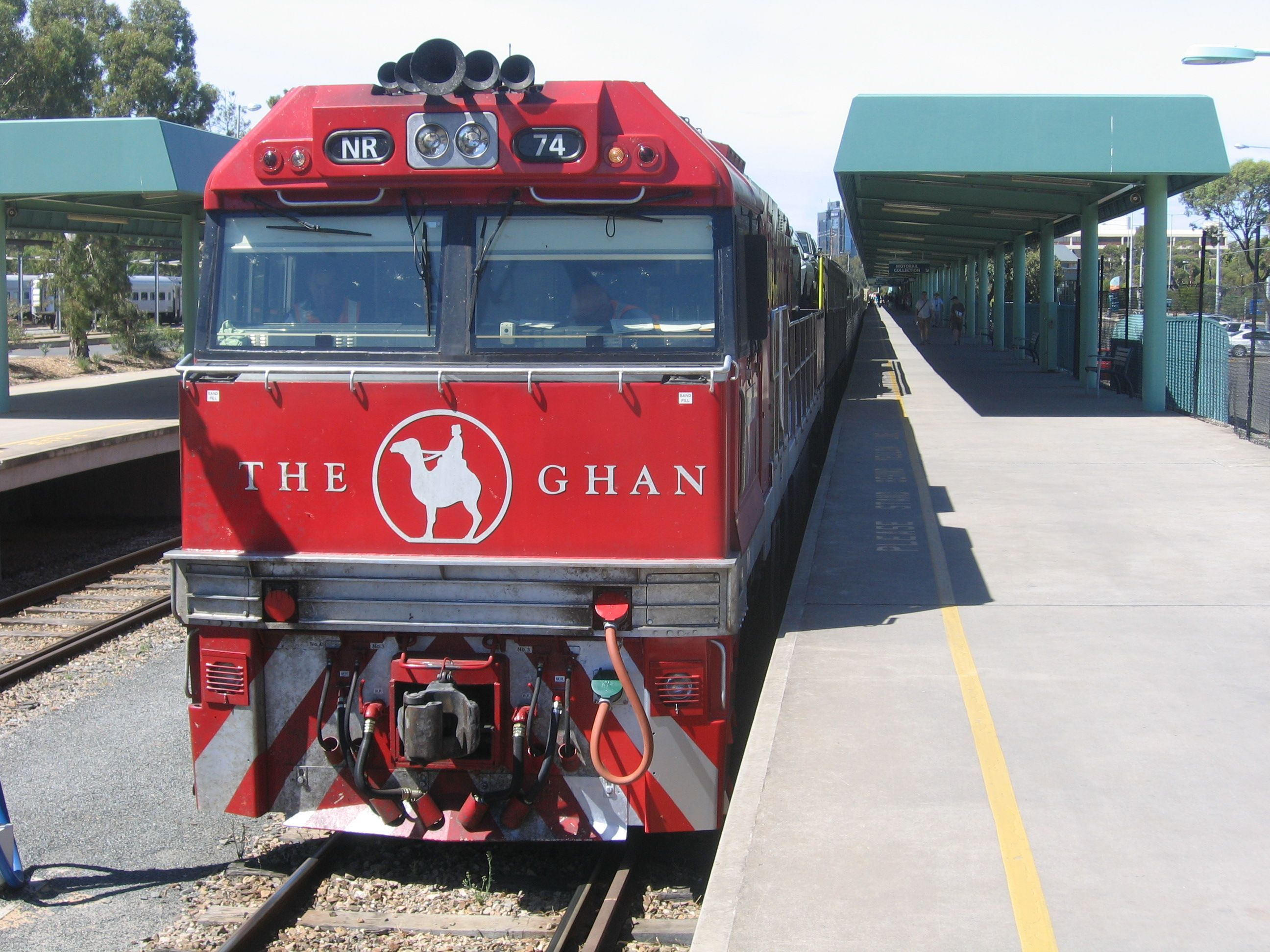
ザ・ガンの塗装が入ったパシフィック・ナショナルNR74

車内設備は大きくゴールドカンガルーサービス、レッドカンガルーサービスに分かれる。
- ゴールドカンガルーサービス：全て個室寝台車で、シングル・キャビン、ツイン・キャビン、デラックス・キャビンの4種類の部屋がある。食事は運賃に含まれ、洗顔セット、ドライヤー、オーディオ・サービスなどが用意されている。
- レッドカンガルーサービス：開放式の寝台と座席車がある。洗面所・シャワーは各車輌に設置。

なおレストランやラウンジもゴールドカンガルーサービス、レッドカンガルーサービス別々に用意されている。
上記とは別にチェアーマンズ・カーと呼ばれるプライベート車輌の連結を依頼することもできる。

## 事故
- 2002年10月24日、サウスオーストラリア州ソールズベリー市でスクールバスと衝突し、バスに乗っていた4人が死亡したが、ザ・ガンの乗客には特に負傷した者はいなかった[21]。
- 2006年12月12日、ノーザンテリトリーのアデレード川の35 km南にある踏切でトラックと衝突し、11の車両のうち7両が脱線した。女性1人が大怪我を負い、他の乗客は軽傷であった。ノーザンテリトリー警察によると、トラックドライバーは逮捕され[22]、賠償と共に事故に関する多くの罪で有罪となった[23]。
- 2007年3月4日、雨により、ダーウィンとアデレード川の間の線路が一部流された。線路が復旧するまでの間、全ての列車はキャサリン止まりとなった[24]。
- 2007年8月6日、南オーストラリア州アデレードの50km北にある踏切でトラックと衝突した。3人の乗客が衝撃によって軽傷を負った。トラックドライバーは、車内に一時閉じ込められた[25]。
- 2009年6月6日、19歳のアメリカ人観光客が、ポートオーガスタ停車時にパスポートと荷物を置き忘れたのに気づき、2時間、200 kmをザ・ガンの外にしがみついた。技術者のマーティ・ウェルズが彼の金切り声を聞きつけ、列車を止めて救助された[26]。